# Słowo Częstochowskie
Słowo Częstochowskie – dziennik ukazujący się w Częstochowie latach 1931–1936. 

## Historia
Pierwszy numer ukazał się 15 marca 1931. Gazeta była nieformalnym organem Powiatowej Rady Bezpartyjnego Bloku Współpracy z Rządem (BBWR). Nosiła podtytuł: „Dziennik polityczny, społeczny i literacki, poświęcony sprawom miasta Częstochowy i powiatu” (od nr 231 z 1933 skrócony do postaci: „Dziennik polityczny, społeczny i literacki”) oraz deklarowała się jako „organ częstochowskiego stanu średniego, popieranego przez BBWR”. Pierwszym redaktorem naczelnym był Kazimierz Purwin, kolejnymi: Antoni Stankiewicz (od maja 1932), Zdzisław Wróbel (od 1934). Spośród stałych współpracowników odznaczali się w publicystyce: regionalista Bolesław Stala i ekonomista Stanisław Wallman. Ostatni numer gazety ukazał się 31 maja 1936.

## Wydawca
Pierwotnie wydawcą była Spółdzielnia Drukarsko-Wydawnicza „Prasa”. Z dniem 1 grudnia 1932 większość udziałów spółdzielni przejął lekarz Tadeusz Biluchowski, poseł na Sejm III kadencji (1930–1935) z ramienia BBWR i członek Zarządu Miejskiego tego ugrupowania, który figurował jako wydawca od numeru 279 z 1932. Kolejnym prezesem spółdzielni został inny członek Zarządu Miejskiego BBWR Wacław Kobyłecki, poseł na Sejm IV kadencji (1935–1938). Od numeru 212 z 1934 podawano firmę wydawcy jako „Słowo Częstochowskie”.

## Mutacja
W latach 1931–1935 dla Radomska wydawano mutację pn. „Słowo Radomszczańskie” (redaktor odpowiedzialny Wacław Sękiewicz). 

## Kontynuacja
Po likwidacji „Słowa Częstochowskiego”, w czerwcu 1936 ukazał się efemeryczny tygodnik „Opinia Częstochowska”, którego wydawcą i redaktorem naczelnym był Antoni Stankiewicz.